# 68ª Brigata artiglieria
La 68ª Brigata autonoma artiglieria (in ucraino 68-ма окрема артилерійська бригада?, 68-ma okrema artylerijs'ka bryhada) è un'unità di artiglieria direttamente subordinata al comando delle Forze terrestri ucraine con base a Berdyčiv.

## Storia
La creazione della brigata è stata annunciata l'11 agosto 2025 dal sindaco ad interim di Berdyčiv, Bohdan Koljada, in seguito alla riforma delle Forze armate ucraine volta a implementare una struttura basata sui comandi intermedi di corpo d'armata, sulla base di unità della 26ª Brigata artiglieria, anch'essa di stanza a Berdyčiv. Pochi giorni dopo sono stati rivelati lo stemma e il motto della brigata.

## Struttura
- Comando di brigata[4]
- 1º Battaglione artiglieria
- 2º Battaglione artiglieria
- 3º Battaglione artiglieria
- Battaglione acquisizione obiettivi
- Compagnia genio
- Compagnia manutenzione
- Compagnia logistica
- Compagnia comunicazioni
- Compagnia radar
- Compagnia difesa NBC
- Compagnia medica